# Zračna luka Nauru
Zračna luka Nauru (IATA: INU, ICAO: ANYN) jedina je zračna luka u pacifičkoj otočnoj državici Nauru. Zračna luka je smještena u okrugu Yarenu, sjeverno od vladinih zgrada i paramenta.

## Vanjske poveznice
- worldaerodata.com  Arhivirana inačica izvorne stranice od 8. kolovoza 2011. (Wayback Machine)